# Ivabucsi Iszao
Ivabucsi Iszao (Tocsigi prefektúra, 1933. november 17. – 2003. április 16.) japán válogatott labdarúgó.
A japán válogatott tagjaként részt vett az 1956. évi nyári olimpiai játékokon.

## Statisztika
| Japán válogatott | Japán válogatott | Japán válogatott |
| Időszak          | Mérk.            | gól              |
| ---------------- | ---------------- | ---------------- |
| 1955             | 3                | 1                |
| 1956             | 3                | 1                |
| 1957             | 0                | 0                |
| 1958             | 2                | 0                |
| Összesen         | 8                | 2                |